# Vincenzo Pirro
Vincenzo Pirro (San Severo, 13 novembre 1938 – Terni, 25 maggio 2009) è stato uno storico e filosofo italiano.

## Biografia

Vincenzo Pirro docente presso l'istituto Roosevelt di Palermo nel 1960

Vincenzo Pirro con alcuni studenti negli anni settanta

Ancora studente universitario, inizia ad insegnare presso l'Istituto Roosevelt di Palermo, che vide tra l'altro nello stesso periodo la presenza di Don Pino Puglisi.
Allievo di Ugo Spirito alla "Sapienza" di Roma, si laureò in Filosofia nel 1964 con una tesi sul pensiero estetico di Vito Fazio Allmayer, di cui fu relatore Armando Plebe. Professore, ha insegnato all'Università di Perugia negli anni settanta accanto ad Antimo Negri. Successivamente ha insegnato storia e filosofia nei licei, accompagnando all'insegnamento sempre una intensa attività di ricerca. Fu studioso di Giovanni Gentile, e pubblicò il suo primo volume, L'attualismo di G. Gentile e la religione presso l'editore Sansoni nel 1967; fra i suoi lavori si ricordano anche Filosofia e politica in Benedetto Croce, pubblicato presso l'editore Bulzoni nel 1976.
Si interessò successivamente anche alla ricerca storiografica e svolse numerosi studi di storia locale sulla città di Terni. Esponente di spicco della vita culturale della città umbra, ne ha studiato gli aspetti poco indagati di quella che fino ad allora era una città ancorata ad una dimensione prettamente industriale. Nel 1996, sotto la Giunta di Gianfranco Ciaurro, coordina il progetto per la realizzazione del nuovo museo archeologico della città di Terni da realizzarsi nel convento di San Pietro, il progetto ebbe la supervisione dell'archeologo Renato Peroni.
Vincenzo Pirro nei suoi studi di storia contemporanea ha ricostruito, prima della pubblicazione de Il sangue dei vinti di Giampaolo Pansa, episodi della guerra civile nell'Umbria meridionale, tra cui l'assassinio del sindacalista Maceo Carloni e del dirigente d'azienda Alessandro Corradi.
Nel 1989 fonda con altri studiosi locali il "Centro Studi Storici", un'associazione culturale di ricerca storica a cui nel 1991 viene collegata la rivista scientifica Memoria Storica. L'obiettivo della rivista, uscita con il primo numero nel marzo del 1992, a detta di Pirro è quello di porre fine "all'amnesia organizzata", facendo conoscere a tutti le vicende di una città figlia non solo dell'industrializzazione di fine '800. Accanto ad un nuovo sguardo per le vicende passate la rivista inaugura una stagione di storiografia libera da condizionamenti ideologici e basata sull'assoluta scientificità nell'utilizzo delle fonti.
Ha suscitato critiche per la ricostruzione di alcuni episodi di violenza avvenuti durante la resistenza antifascista nel centro Italia nel periodo 1943-44, critiche che si sono particolarmente concentrate all'indomani della sua scomparsa (2009) ad opera di storici locali, che lo hanno accusato di "revisionismo". In realtà il lavoro effettuato da Pirro, come anche affermato dal prof.Giuseppe Parlato nella prefazione di Regnum hominis, è sempre stato suffragato dalla presenza della fonte documentale. Inoltre le vicende ricostruite, come ad esempio quella dell'uccisione di Alessandro Corradi o di Alverino Urbani, ad opera dei partigiani, nel 1944, non erano mai state trattate dalla storiografia cosiddetta "ufficiale".
È stato consigliere dell'ISUC (Istituto per la Storia dell'Umbria Contemporanea) e dell'ICSIM (Istituto di Cultura della Storia dell'Impresa "Franco Momigliano"), e presidente della sezione di Terni dell'Istituto per la Storia del Risorgimento italiano. È morto all'improvviso, a causa di un infarto, nella sua casa di Terni il 25 maggio 2009, completando il suo ultimo studio dedicato alla storia della Facoltà di Scienze Politiche dell'Università degli Studi di Perugia.
Nell'aprile 2012 è uscita l'opera postuma di Vincenzo Pirro, intitolata Regnum hominis, l'umanesimo di Giovanni Gentile. L'opera fa parte della collana scientifica della Fondazione Ugo Spirito e Renzo De Felice di Roma.
Nel 2013 è stato ritrovato un suo ulteriore scritto postumo dedicato al Risorgimento pubblicato con la casa editrice Morphema intitolato Scritti sul Risorgimento.
A novembre del 2014 è uscito, curato da Hervé Cavallera, un volume postumo dedicato alla pedagogia di Giovanni Gentile intitolato "Dopo Gentile dove va la scuola italiana".

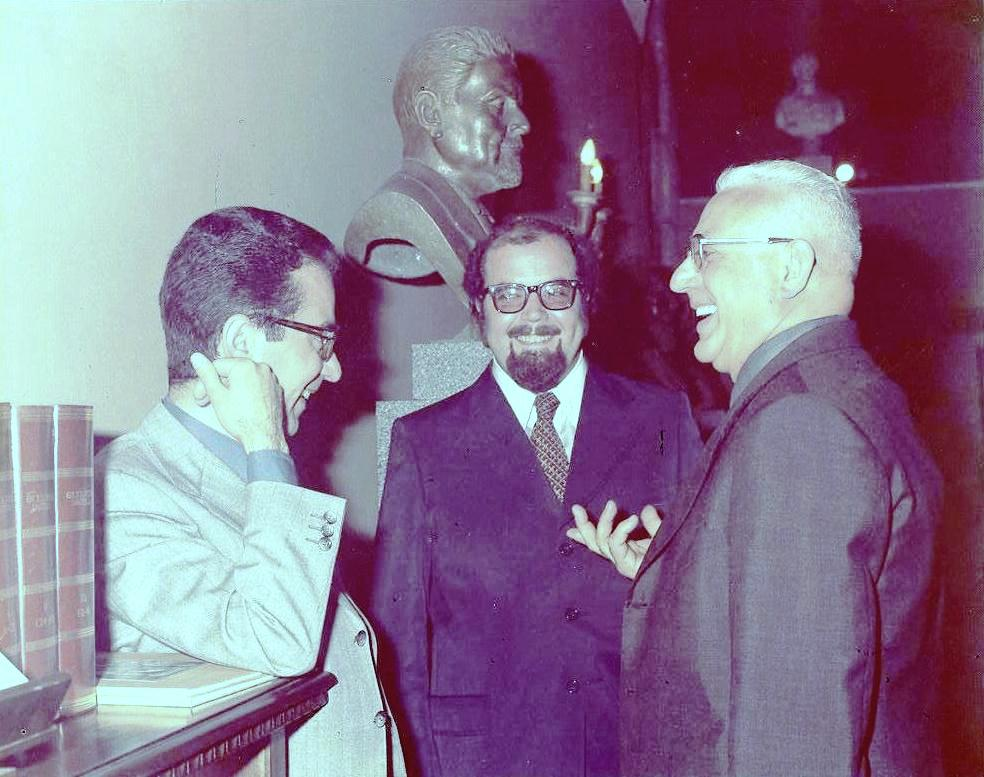
Vincenzo Pirro e Hervè Cavallera al convegno sul pensiero di Giovanni Gentile presso l'Istituto dell'Enciclopedia Italiana a Roma (1977)

Il 6 luglio del 2015 il Consiglio Comunale di Terni delibera di dedicare la "Sala Tacito" di Palazzo Carrara in Terni alla memoria di Pirro. L'inaugurazione della sala "Vincenzo Pirro" si è svolta il 12 marzo 2016 e con l'occasione è stato presentato il volume contenente il carteggio epistolare del professore intitolato "La vita come Ricerca, la vita come Arte, la vita come Amore" , titolo riferito alle omonime opere di Ugo Spirito.
Il 28 Ottobre 2016 in occasione delle celebrazioni per gli ottanta anni della fondazione del Liceo "Tacito" di Terni, viene inaugurata, nell'atrio della scuola, una targa dedicata al prof. Vincenzo Pirro con una dicitura tratta da una poesia di Kahil Gibran.
Altre opere postume vengono prodotte nel luglio 2016, esce "Italia e Germania nel Novecento", raccolta di scritti di Pirro tratti da "Nuovi Studi Politici", rivista fondata da Salvatore Valitutti. Nel marzo 2017 esce una raccolta di memorie di scritti di garibaldini intitolata "Correva l'anno 1867 - Terni e l'affrancamento di Roma nelle memorie dei garibaldini.
Nel luglio del 2017 è uscita una nuova opera di carattere filosofico intitolata "Filosofia e Politica e Giovanni Gentile" curata dal prof. H. A. Cavallera ed edita dalla casa editrice Aracne.
L'8 febbraio 2018 la Giunta del Comune di Terni ha deliberato la posa di una targa in memoria presso la dimora del prof. Vincenzo Pirro.
Il 23 febbraio 2018, la Soprintendenza Archivistica dell'Umbria e delle Marche, dichiara l'archivio di Vincenzo Pirro "di notevole interesse culturale" ai sensi del T.U. dei Beni Culturali del 2004.
Il 18 maggio 2019 in occasione del decennale dalla scomparsa viene scoperta, sulla casa dove ha vissuto il professore, una targa commemorativa.
Nell'ottobre 2019, in occasione del decennale della scomparsa viene pubblicato dalla casa editrice Intermedia il volume collettaneo a cura di Hervè A. Cavallera "L'unica via è il Pensiero - scritti in memoria di Vincenzo Pirro".
Dal 1º Giugno 2021 l'archivio "Vincenzo Pirro" ha accolto nella sua sede il Centro per la Filosofia Italiana.
Il 23 Maggio del 2024 il Comune di Terni ha istituito un premio di ricerca storica in memoria di Vincenzo Pirro  che viene assegnato il 24 maggio 2025 ad una studentessa dell'Università della Tuscia.

### Opere (elenco parziale)

Una missiva fra Ugo Spirito e Vincenzo Pirro data 4-4-1971

- L'attualismo di G. Gentile e la religione, Firenze, Sansoni, 1967
- Filosofia e politica in Benedetto Croce, Roma, Bulzoni, 1970
- Filosofia e politica in Giovanni Gentile, Firenze, Sansoni, 1970
- La riforma Gentile e il Fascismo, in Giornale critico della filosofia italiana, Firenze, Sansoni, Luglio-Settembre 1973
- Il pensiero politico nell'idealismo italiano, Firenze, Sansoni, 1974
- La prassi come educazione nella gentiliana interpretazione di Marx, Firenze, Sansoni, 1974
- Cultura e politica in B. Croce, Firenze, Sansoni, 1976
- Filosofia e politica nel problematicismo di Ugo Spirito, Roma, Bulzoni, 1976
- Per una storia dell'Umbria durante la repubblica fascista 1943-44, Perugia, IRRSAE, 1986
- Terni nell'età rivoluzionaria e napoleonica, 1789-1815, Arrone, Thyrus, 1989
- Terni e la sua Provincia durante la Repubblica Sociale, 1943-44, Arrone, Thyrus, 1990
- Romano Ugolini e Vincenzo Pirro, Giuseppe Petroni, dallo Stato Pontificio all'Italia unita, Edizioni scientifiche italiane, Napoli, 1990.
- (a cura di V.P.) Interamna Narthium - materiali per il museo archeologico di Terni, Arrone, Thyrus 1997
- Le acque pubbliche gli acquedotti di derivazione e le utilizzazioni idrauliche del territorio di Terni nei sommari riguardi: tecnico, legislativo e storico, Terni-Giada, ICSIM, 2001
- Una scuola una città: il Liceo ginnasio di Terni (1402-2002), Arrone, Thyrus, 2002
- Terni nell'età del Risorgimento, 1814-1870, Arrone, Thyrus, 2005
- Sull'avvenire industriale di Terni / scritti di Luigi Campofregoso; a cura di Vincenzo Pirro Perugia: CRACE/ICSIM, 2005
- Garibaldi visto da Giovanni Gentile, Roma, Istituto per la storia del Risorgimento Italiano, 2007
- "Per Garibaldi" (a cura di V. Pirro), Arrone, Thyrus 2009
- I Giustizieri, La Brigata Gramsci tra Umbria e Lazio, di Marcello Marcellini, uscito nel maggio 2009 per edizioni Mursia, Vincenzo Pirro ne scrive la prefazione.
- Regnum hominis, L'Umanesimo di Giovanni Gentile, Collana Scientifica Fondazione Ugo Spirito e Renzo de Felice, Roma, Ed, Nuova Cultura, 2012 (pref.del Prof. Giuseppe Parlato)
- Scritti sul Risorgimento (a cura di G.B. Furiozzi), Terni, Morphema 2013
- Dopo Gentile dove va la scuola italiana (a cura di Hervé Cavallera), Firenze, Le Lettere 2014[15]
- La vita come ricerca - la vita come arte - la vita come amore (a cura di Hervé Cavallera), Terni, Morphema 2016
- Italia - Germania - Saggi di Filosofia Politica, Amazon ed., luglio 2016
- Filosofia e Politica in Giovanni Gentile (a cura di Hervé Cavallera), Aracne, Roma 2017
- Maceo Carloni: Storia e Politica (a cura di Danilo Sergio Pirro), Intermedia Edizioni, Orvieto, 2018
- Contro l'assoluto, estetica e critica dell'idealismo italiano, KDP Amazon, 2025

### Cura di atti di convegno (parziale)

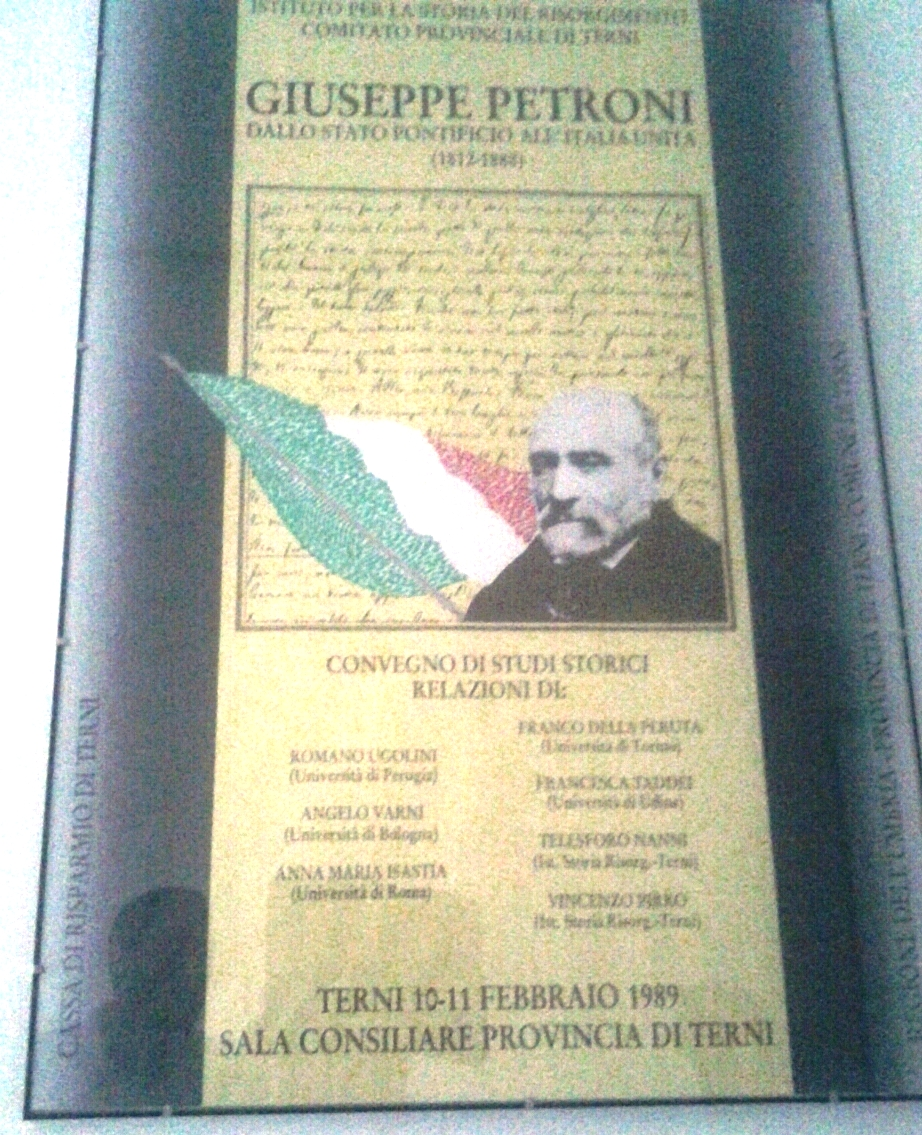
Manifesto del convegno su Giuseppe Petroni (1989)

- Vincenzo Pirro - Giuseppe Garibaldi nel centenario della morte, Terni 1982, Mostra documentaria e pubblicazione - Istituto della Storia del Risorgimento
- Giuseppe Petroni Dallo Stato Pontificio all'Italia unita. Convegno di Studio Terni 10-11 febbraio 1989 con relatori i proff. Romano Ugolini, Franco Della Peruta e Anna Maria Isastia
- Bicentenario della Rivoluzione Francese (1789-1989) – Terni
- Vincenzo Pirro (a cura di), Gli arabi e noi: atti del convegno di studi su Il nazionalismo arabo, Terni, maggio 1991, Arrone: Thyrus, 1995
- (con Domenico Cialfi), La nascita della Repubblica e gli anni della ricostruzione: mostra storico-documentaria '43-'48 : Bibliomediateca, Terni, 7 marzo-5 aprile 1998 / ricerca storico documentaria Domenico Cialfi e Vincenzo Pirro; sezione locale della mostra in collaborazione con Archivio di Stato di Terni e Biblioteca comunale di Terni; in collaborazione con Centro per la promozione del libro, ISUC, Istituto per la storia dell'Umbria contemporanea, Arrone, Thyrus, 1998
- Vincenzo Pirro (a cura di), Intorno alle miniere di ferro e alle ferriere dell'Umbria meridionale, scritti di Auguste De Vaux et al.; a cura di Vincenzo Pirro, Terni: CRACE/ICSIM, 2003
- Vincenzo Pirro (a cura di), Elia Rossi Passavanti nell'Italia del Novecento, Atti del Convegno di studi (Terni 22-23 marzo 2002), Arrone: Edizioni Thyrus, 2004
- Vincenzo Pirro (a cura di), Convegno di studi nel 4. centenario della fondazione dell'Accademia dei Lincei (2003; Terni), Federico Cesi e i primi Lincei in Umbria, atti del Convegno di studi nel IV centenario della fondazione dell'Accademia dei Lincei: Terni, 24-25 ottobre 2003, Arrone: Edizioni Thyrus, 2005 - Accademia Nazionale dei Lincei
- Vincenzo Pirro (a cura di), Mazzini nella cultura italiana: atti del Convegno di studi, Terni, 27-28 ottobre 2005, Arrone: Thyrus, 2008
- Andrea Giardi e Vincenzo Pirro (a cura di), Pietro Antonio Magalotti (1757-1829): erudito, giureconsulto, docente di Diritto, Arrone: Thyrus, 2008
- Stefania Magliani e Vincenzo Pirro (a cura di), Per Garibaldi, Arrone: Thyrus, 2009
- Vincenzo Pirro (a cura di), San Valentino patrono di Terni, atti del Convegno di studi: Terni, 27-28 febbraio 2004, Arrone: Thyrus, 2009

## Bibliografia

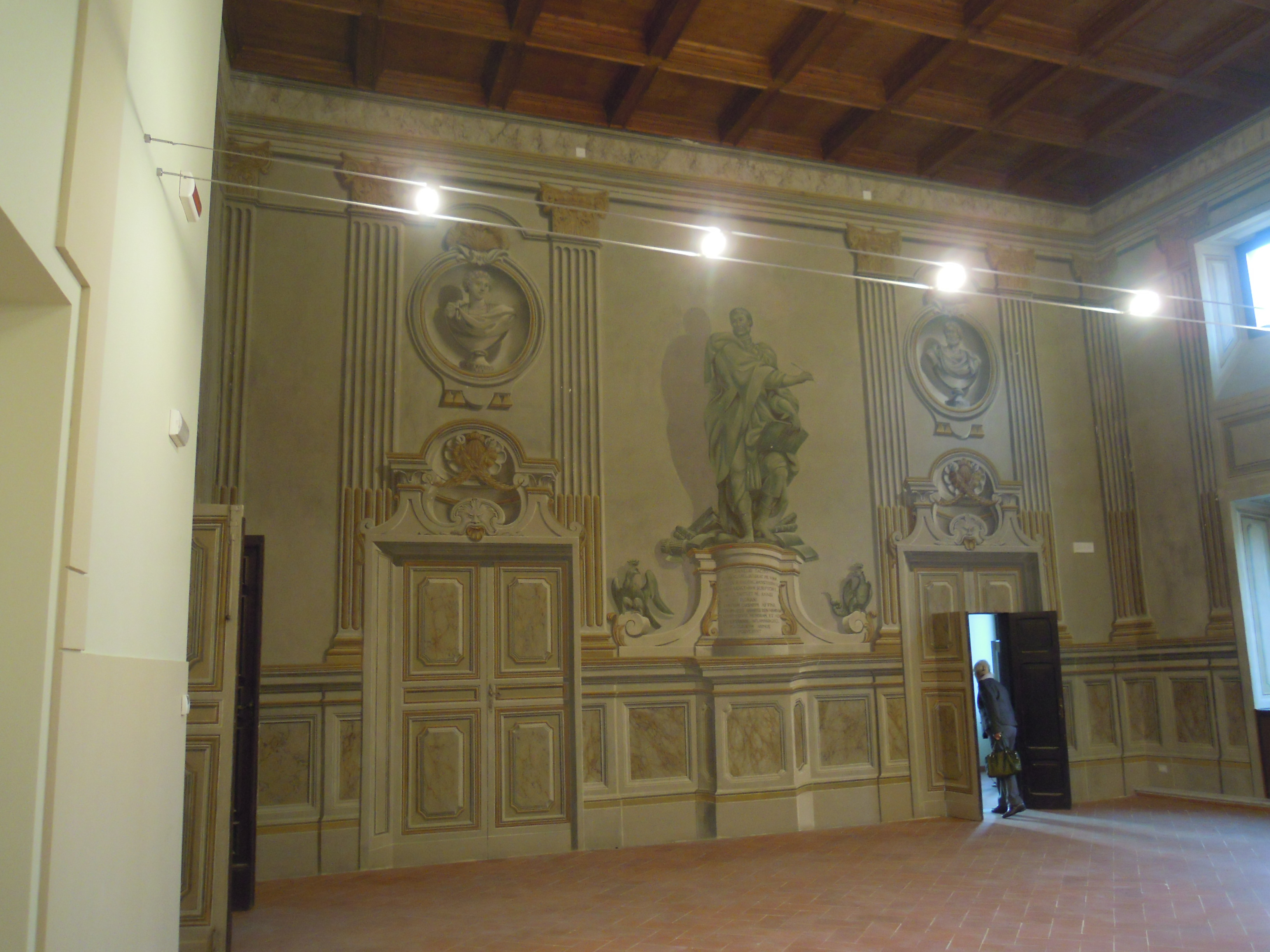
La sala "Vincenzo Pirro" in Palazzo Carrara a Terni